# Michael Davies (Eishockeyspieler)
Michael Davies (* 10. Dezember 1986 in Chesterfield, Missouri) ist ein US-amerikanischer Eishockeyspieler, der zuletzt beim EHC Linz aus der Erste Bank Eishockey Liga unter Vertrag stand.

## Karriere
Davies begann seine Karriere in der Saison 2004/05 bei den Springfield Jr. Blues in der amerikanischen Juniorenliga North American Hockey League, ehe er in der folgenden Spielzeit bei den Lincoln Stars in der United States Hockey League aktiv war. Zwischen 2006 und 2010 stand der Angreifer für die Universitätsmannschaft der University of Wisconsin–Madison in der Big Ten Conference, welche in den Spielbetrieb der NCAA eingegliedert ist, auf dem Eis.
Im April 2010 wurde er von den Bridgeport Sound Tigers aus der American Hockey League unter Vertrag genommen, die ihn jedoch ohne einen Einsatz zum Ligakonkurrenten Chicago Wolves transferierten. Dort absolvierte Davies in der Saison 2010/11 49 Partien in der AHL sowie 8 Spiele in der East Coast Hockey League für die Gwinnett Gladiators, dem damaligen Farmteam der Wolves. Die folgenden drei Spielzeiten konnte sich der US-Amerikaner als Stammspieler im Kader der Wolves etablieren.
Im Sommer 2014 entschloss sich der Stürmer für einen Wechsel nach Europa und unterschrieb einen Vertrag bei der Düsseldorfer EG aus der Deutschen Eishockey Liga. Nach einem sportlich erfolgreichen Beginn der Saison 2014/15 als teaminterner Topscorer der DEG, wurde gegen ihn im Dezember 2014 ein Ermittlungsverfahren der NADA aufgrund eines Dopingverdachtes mittels stoffwechselfördernder Medikamente eröffnet. Nachdem es bereits im Monat zuvor Auffälligkeiten bei Davies wegen der längerfristigen Einnahme eines medizinischen Präparates gegeben hatte, dieses sich aber laut Aussage des Vereins als „unbedenklich“ herausgestellt hatte, wurde der Spieler nach diesem erneuten Zwischenfall wegen Missachtung intern getroffener Absprachen sowohl von Spiel- (wie von der NADA vorgeschrieben) als auch vom Trainingsbetrieb ausgeschlossen. Der US-Amerikaner widersprach den Aussagen des Vereins in einer Mitteilung über seinen Anwalt, laut der er zum Zeitpunkt der Dopingprobe ein vom Mannschaftsarzt verordnetes Medikament eingenommen und damit keinerlei getätigter Absprache zuwidergehandelt habe. Der Stürmer entschied sich daraufhin zur Öffnung der B-Probe.

Im März 2015 wurde eine dreimonatige Sperre über Davies verkündet. Er war aber sofort wieder spielberechtigt, da auf diese Sperre die vorläufige Suspendierung seit dem 8. Dezember 2014 angerechnet wurde.
Im Juni 2015 wechselte Davies innerhalb der DEL zu den Hamburg Freezers. Nach dem Ende der Saison 2015/16 verließ er Hamburg in Richtung Augsburger Panther.
Im November 2018 wechselte er nach Österreich zum EHC Linz.

## Erfolge und Auszeichnungen
- 2005 NAHL Rookie of the Year
- 2005 NAHL First All-Rookie Team
- 2010 WCHA Third All-Star Team

## Karrierestatistik
(Legende zur Spielerstatistik: Sp oder GP = absolvierte Spiele; T oder G = erzielte Tore; V oder A = erzielte Assists; Pkt oder Pts = erzielte Scorerpunkte; SM oder PIM = erhaltene Strafminuten; +/− = Plus/Minus-Bilanz; PP = erzielte Überzahltore; SH = erzielte Unterzahltore; GW = erzielte Siegtore; 1 Play-downs/Relegation; Kursiv: Statistik nicht vollständig)